# بورسوت
بورسوت (به لاتین: Bursut) یک روستا در جمهوری آذربایجان است که در شهرستان آستارا واقع شده‌است.

## ریشه واژه
بُروس در زبان تالشی به معنی بازار خرید و فروش و اوت پسوند مکان است.